# Вырдылин, Василий Харлампьевич
Василий Харлампьевич Вырдылин — советский хозяйственный, государственный и политический деятель.

## Биография
Родился в 1912 году в Таттинском улусе. Член КПСС.
С 1930 года — на хозяйственной, общественной и политической работе. В 1930—1970 гг. — на ответственных должностях в Ленском речном пароходстве, инструктор Якутского обкома ВКП(б), 1-й секретарь Садынского райкома ВКП(б), заведующий отделом торговли Якутского обкома ВКП(б), министр торговли ЯАССР, 1-й секретарь Булунского райкома КПСС, начальник Ленского и Колымо-Индигирского речного пароходства, начальник управления Совета Министров ЯАССР по использованию трудовых ресурсов.
Избирался депутатом Верховного Совета СССР 4-го и 5-го созывов.
Умер после 1970 года.